# Принципал (комп'ютерна безпека)
Принципа́л (принципал безпеки, учасник безпеки, англ. security principal) — сутність комп’ютерної безпеки, яка може бути автентифікована комп’ютером або мережею. В літературі по Java і Microsoft вживається термін security principal (принципал безпеки або учасник безпеки).
Принципалами безпеки можуть бути люди, комп’ютери, служби (сервіси), обчислювальні сутності такі як процеси і ниті або будь-яка їх група. Їх необхідно ідентифікувати і автентифікувати перед тим, як надати їм права і привілеї на ресурси в мережі.
Принципал безпеки зазвичай має асоційований з ним ідентифікатор (такий як ідентифікатор безпеки у Windows), який дозволяє посилатись на нього при ідентифікації або присвоєнні властивостей і наданні дозволів.